# Ichneumon palaearctops
Ichneumon palaearctops är en stekelart som beskrevs av Heinrich 1975. Ichneumon palaearctops ingår i släktet Ichneumon och familjen brokparasitsteklar. Inga underarter finns listade i Catalogue of Life.